# Fragneto Monforte
Fragneto Monforte – miejscowość i gmina we Włoszech, w regionie Kampania, w prowincji Benewent.
Według danych na styczeń 2009 gminę zamieszkiwało 1889 osób a gęstość zaludnienia wyniosła 77,4 os./km².